# Паспорт в Париж
«Паспорт в Париж» (англ. Passport to Paris) — американский телефильм в жанре комедия 1999 года, снятым режиссёром Аланом Меттер. Главные роли исполнили Мэри-Кейт и Эшли Олсен.

## Сюжет
13-летние сёстры-близняшки Мелани и Элли собираются навестить дедушку, американского посла во Франции. Их родители отправили их в Париж изучать достопримечательности, но, оказавшись в Париже, девочки попадают в круговорот различных событий, знакомятся с местными симпатичными парнями и колесят на мопедах по Парижу, закупаются в парижских бутиках, ужинают на Эйфелевой башне и помогают деду заключить важный контракт между двумя странами.

## В ролях
- Мэри-Кейт Олсен — Мелани «Мел» Портер
- Эшли Олсен — Эллисон «Элли» Портер
- Питер Уайт[англ.] — дедушка Эдвард
- Мэтт Уинстон[англ.] — Джереми Блафф
- Брокер Уэй — Жан
- Итан Пек — Мишель
- Ивонн Сцио — Бриджит

## Восприятие
Автор Common Sense Media Барбара Шульгассер-Паркер оценила фильм на 2 балла из 5 и отметила, что Париж здесь « прекрасен, притягателен и романтичен», но в то же время главные героини «слишком помешаны на мальчиках» и я не являются примером для подражания юным зрительницамм. Критик нидерландского Cinemagazine Хермия Пуллен посчитала актёрскую игру Олсен неуклюжей и неубедительной, а сам фильм в целом — дилетантским. По мнению Джоэль Рукер из PureWow, написавшей статью к 25-летию «Паспорта в Париж», «этот фильм в буквальном смысле возвращает вас в 1999 год со всей его ностальгией. Многие элементы конца 90-х и 2000-х годов снова в тренде, но фильм наполнен отсылками к раннему интернету, сленгу, музыке и моде конца 90-х, которые заставят вашего внутреннего ребёнка ликовать».